# Amir Hossein Sadeghi
Amir Hossein Sadeghi (en persa: امیرحسین صادقی; Teherán, 6 de septiembre de 1981) es un exfutbolista iraní que se desempeñaba como defensa.

## Selección nacional
Fue internacional con la selección de fútbol de Irán en 22 ocasiones y convirtió un gol.

### Participaciones en Copas del Mundo
| Mundial                        | Sede     | Resultado      | Partidos | Goles |
| ------------------------------ | -------- | -------------- | -------- | ----- |
| Copa Mundial de Fútbol de 2006 | Alemania | Fase de grupos | 0        | 0     |
| Copa Mundial de Fútbol de 2014 | Brasil   | Fase de grupos | 3        | 0     |

### Participaciones en Copas Asiáticas
| Copa               | Sede                                | Resultado        | Partidos | Goles |
| ------------------ | ----------------------------------- | ---------------- | -------- | ----- |
| Copa Asiática 2007 | Indonesia Malasia Tailandia Vietnam | Cuartos de final | 0        | 0     |
| Copa Asiática 2015 | Australia                           | Cuartos de final | 1        | 0     |

### Goles internacionales
| # | Fecha                   | Lugar                                                    | Oponente | Gol | Resultado | Competición                              |
| - | ----------------------- | -------------------------------------------------------- | -------- | --- | --------- | ---------------------------------------- |
| # | 19 de noviembre de 2013 | Estadio Ciudad Deportiva Camille Chamoun, Beirut, Líbano | Líbano   | 1–0 | 4–1       | Clasificación para la Copa Asiática 2015 |

## Clubes
| Club            | País | Año       |
| --------------- | ---- | --------- |
| Esteghlal FC    | Irán | 2003-2008 |
| Mes Kerman      | Irán | 2008-2009 |
| Esteghlal FC    | Irán | 2009-2011 |
| Tractor Sazi FC | Irán | 2011-2012 |
| Esteghlal FC    | Irán | 2012-2015 |
| Saba Qom FC     | Irán | 2015-2016 |
| Paykan FC       | Irán | 2016-2018 |

## Palmarés

### Campeonatos nacionales
| Título          | Club         | País | Año  |
| --------------- | ------------ | ---- | ---- |
| Iran Pro League | Esteghlal FC | Irán | 2006 |
| Copa Hazfi      | Esteghlal FC | Irán | 2008 |
| Iran Pro League | Esteghlal FC | Irán | 2013 |

### Distinciones individuales
| Distinción                                     | Año  |
| ---------------------------------------------- | ---- |
| Parte del equipo del año de la Iran Pro League | 2013 |